# 光叶栀子皮
光叶栀子皮（学名：Itoa orientalis var. glabrescens）为大风子科栀子皮属下的一个变种。

## 扩展阅读
- 維基物種上的相關：光叶栀子皮